# Rzeczy Wspólne
Rzeczy Wspólne – społeczno-polityczny kwartalnik o profilu konserwatywnym. 
Ukazuje się od 2010 roku w Warszawie. Wydawany jest przez Fundację Republikańską. Pierwszym redaktorem pisma był Bartłomiej Radziejewski, następnie Marek Wróbel, Mariusz Staniszewski, a aktualnie (od 2018) Piotr Legutko. 